# Леонтович, Иван Николаевич
Ива́н Никола́евич Леонто́вич (1860 — 1926, Панчево) — полтавский земский деятель, член Государственного совета по выборам.

## Биография

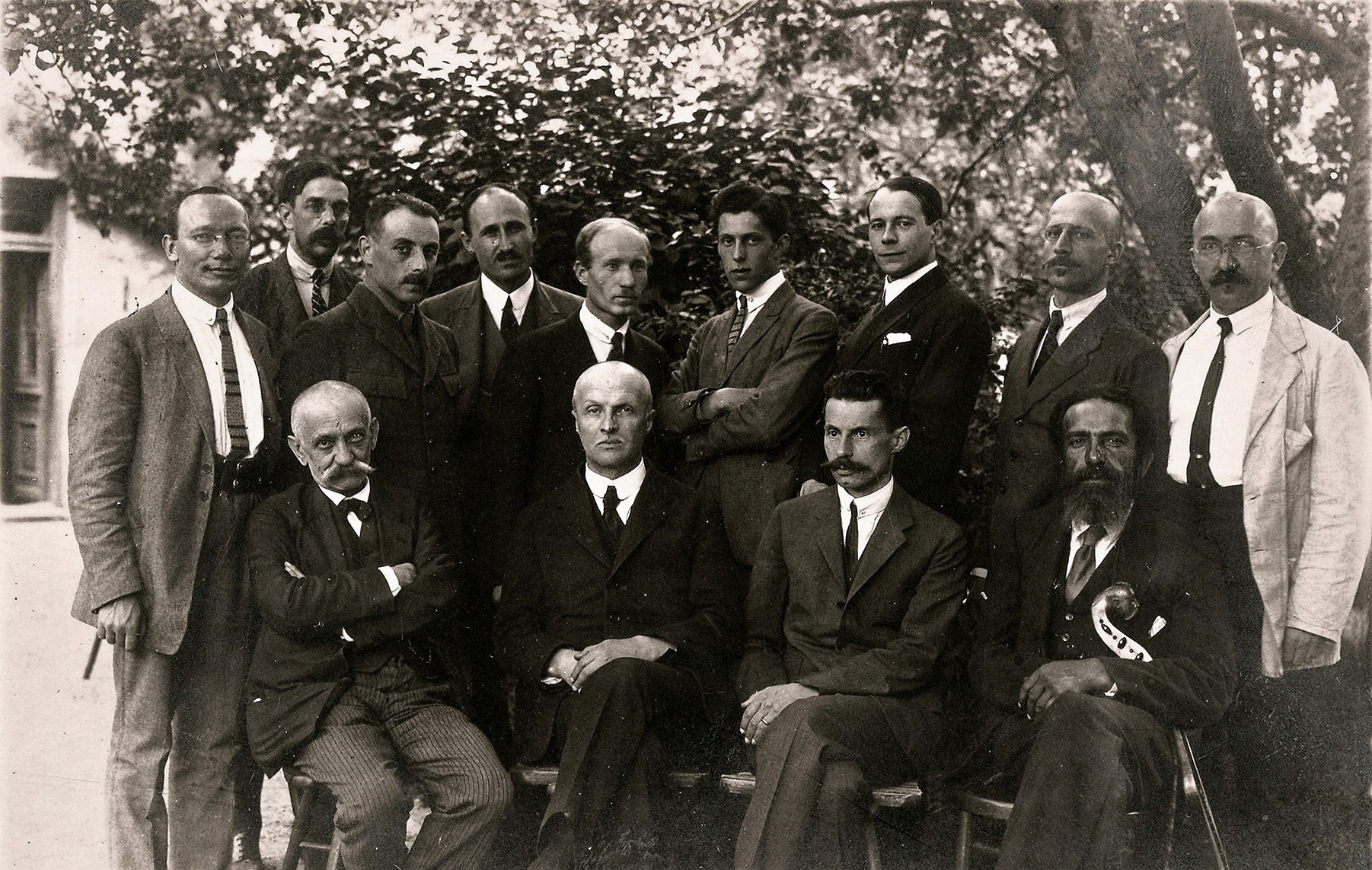
Участники учредительного съезда Украинского союза хлеборобов-государственников, Рейхенау, 4-8 июня 1922 Слева направо сидят: Иван Леонтович, гетман Павел Скоропадский, Вячеслав Липинский, Людвиг Сидлецкий; стоят Михаил Тимофеев, Николай Кочубей, Адам Монтрезор, Андрей Белопольский, Михаил Саур-Циприянович, Игорь Лосский, Владимир Залозецкий, Сергей Шемет, Александр Скоропись-Йолтуховский

Православный. Из потомственных дворян Полтавской губернии. Землевладелец той же губернии (910 десятин).
По окончании Киевской 3-й гимназии один курс учился в университете св. Владимира и один семестр в Московском университете по естественному отделению физико-математического факультета.
Владел винокуренным заводом. С 1885 года занимался общественной деятельностью: избирался почетным мировым судьей Славяносербского уезда Екатеринославской губернии (с 1887) и Лубенского уезда Полтавской губернии (с 1892), гласным Полтавского губернского земства, членом Полтавской губернской (1893—1896) и председателем Лубенской уездной (1895—1897) земских управ. Будучи председателем земской управы, вдвое увеличил число народных училищ. В течение шести трехлетий избирался Лубенским уездным предводителем дворянства (1901—1917), представлял полтавское дворянство на съездах Объединенного дворянства. Кроме того, состоял председателем попечительного совета Лубенской женской гимназии, попечителем Лубенской сельско-хозяйственной школы и почетным членом Лубенского уездного попечительства детских приютов.
27 марта 1906 года избран в члены Государственного совета от Полтавского земства, в 1909 году переизбран. Входил в группу центра, был кандидатом в члены её бюро. Выступал против введения земства в Западном крае, объясняя свою позицию тем, что понижение ценза в предполагаемом бессословном земстве приведет к переполнению избирательных собраний малограмотными крестьянами. 26 мая 1911 года отказался от звания члена ГС.
Во время Первой мировой войны состоял уполномоченным РОКК по Полтавской губернии. Дослужился до чина действительного статского советника (1916), из наград имел орден св. Владимира 4-й степени (1903).
В эмиграции в Югославии. Один из создателей Украинского союза хлеборобов-государственников в 1922 году.
Скончался от паралича сердца в 1926 году в Панчеве. Был женат.